# Comprimat

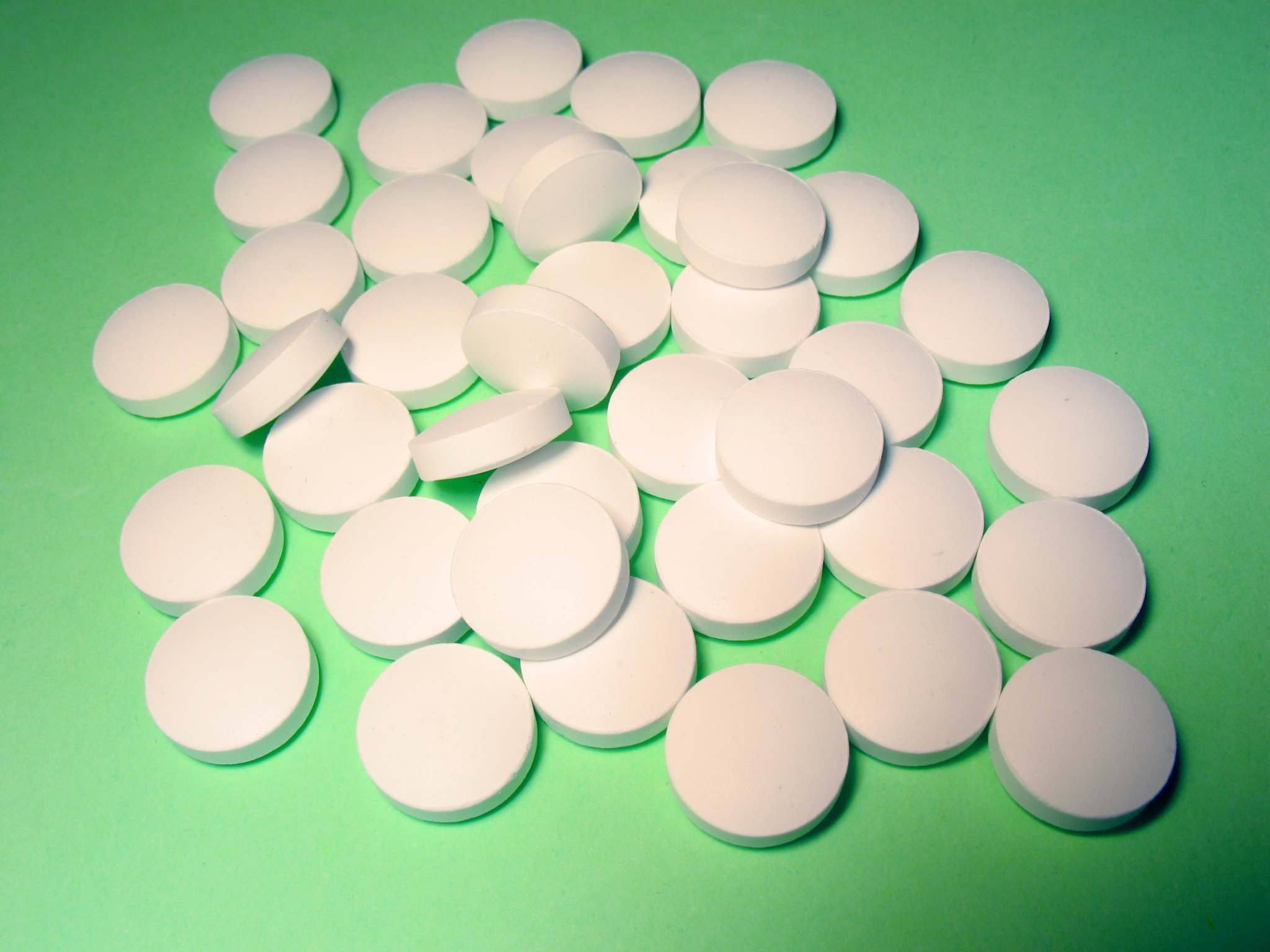
Forma caracteristică de disc biconvex a comprimatelor

Un comprimat (cu denumirile comune:  pastilă, tabletă) este o formă farmaceutică solidă de uz oral. Acestea sunt fabricate folosind excipienți corespunzători, de obicei prin metode de comprimare. Excipienții pot fi diluanți, lianți, dezagreganți, lubrifianți și coloranți. Comprimatele pot de asemenea să fie acoperite sau filmate, prin aplicarea unui strat la suprafața lor, ceea ce are ca scop o cedare modificată a substanței medicamentoase, creșterea rezistenței comprimatului la factori de mediu sau îmbunătățirea aspectului.
Comprimatele sunt printre cele mai utilizate forme farmaceutice solide de uz oral, împreună cu capsulele. Spre deosebire de capsule, comprimatele prezintă avantajul de a fi mai ieftine, mai rezistente mecanic și mai ușor de manipulat în etapele de ambalare și distribuție.